# Дом-дю-Гуте
Дом-дю-Гуте (фр. Dôme du Goûter) — вершина в массиве Монблан на границе Франции, регион Рона, и Италии, провинция Валле-д’Аоста высотой 4304 метра над уровнем моря. Вершина лежит на гребне массива Монблан в двух километрах к северо-западу от основной вершины. Первое зарегистрированное восхождение на Дом-дю-Гуте совершили Жан-Мари Куттет и Франсуа Куидет 17 сентября 1784 года.

## Физико-географическая характеристика
Дом-дю-Гюте входит в состав массива Монблан и располагается на гребне в двух километрах к северо-западу от главной вершины. Абсолютная высота Дом-дю-Гюте составляет 4304 метра над уровнем моря. Родительской вершиной по отношению к Дом-дю-Гюте является Монблан, с которым она соединена гребнем Кол-дю-Дом с его нижней точкой высотой 4246 метров (фр. Col du Dome). Таким образом, относительная высота вершины составляет 58 метров. Дом-дю-Гюте является третьей по высоте вершиной Франции после Монблана и Мон-Моди. В 1994 году UIAA при составлении списка горных вершин-четырёхтысячников Альп поместил эту вершину в основной список. В списке UIAA Дом-дю-Гуте располагается на 21 месте по абсолютной высоте.

## Территориальная принадлежность
Дом-дю-Гюте, наряду с главной вершиной массива Монбланом и вершинами Монблан-де-Курмайёр и Пуэнт-Эльбронер, является предметом территориальных споров между Францией и Италией. На французских картах вершина Дом-дю-Гюте изображается целиком лежащей на территории Франции, тогда как итальянские картографы проводят границу непосредственно через вершину. В июне 2015 года председатель Совета министров Италии Маттео Ренци опять поднял дискуссию о нерешённом вопросе территориальной принадлежности вершин. Несмотря на доводы итальянских исследователей о том, что граница водораздела проходит непосредственно через вершины гор, французы отказываются признавать результаты этих исследований.

## История и маршруты восхождений
Первое восхождение на Дом-дю-Гуте было совершено 17 сентября 1784 года французами Жан-Мари Куттетом и Франсуа Куидетом, за 2 года до первого успешного восхождения на Монблан. Куттет и Куидет также пробовали совершить восхождение на Монблан, но не продвинулись дальше перевала Коль-дю-Дом, однако, достигли вершины Дом-дю-Гуте. Первое успешное восхождение на Монблан по этому маршруту, который носит название маршрут Боссе (с траверсом вершин Эгюй-дю-Гуте и Дом-дю-Гуте) было совершено 18 июля 1861 года альпинистами Лесли Стивеном и Фрэнсисом Фокс Такеттом в сопровождении гидов Мельхиора Андерегга, Петера Перрена и Иоганна Йозефа Беннена.
На вершину Дом-дю-Гуте проложено несколько маршрутов II—IV категории сложности по классификации UIAA (от PD- до D по классификации IFAF). Также существует несколько горнолыжных спусков.